# Beatrice Cenci (persoon)
Beatrice Cenci (Rome, 6 februari 1577 – aldaar, 11 september 1599) was een Italiaanse edelvrouwe die haar vader Francesco Cenci vermoordde. Ze werd veroordeeld en onthoofd.

## Biografie
Beatrice Cenci werd geboren als een dochter van Francesco Cenci uit diens eerste huwelijk met Ersilia Santacroce. Haar moeder overleed in 1584 in het kraambed. De vader van Beatrice was een gewelddadige man en werd ook enkele malen wegens sodomie gevangen gezet. Hij wist zich enkele malen vrij te kopen van vervolging door het betalen van een boete.

### Gevangenschap
In 1593 hertrouwde Francesco Cenci met Lucrezia Petroni. Een jaar later trouwde een zus van Beatrice en door het betalen van een bruidsschat van 20.000 scudo raakte Francesco blut. Om te voorkomen dat ook Beatrice in een duur huwelijk terecht zou komen, besloot hij de vrouwen in de familie, zijn vrouw en zijn drie dochters, op te sluiten in het fort van Petrella Salto. De vrouwen leefden ongeveer anderhalf jaar in deze situatie.
Beatrice werd door haar gevangenschap wanhopig en schreef diverse brieven aan haar broer Giacomo om een huwelijkskandidaat voor haar te zoeken of een klooster waar ze terecht kon. Een van deze brieven kwam onder ogen van haar vader, die hierop zijn dochter bestrafte door haar met een zweep te slaan. Tijdens haar gevangenschap zou ze ook door haar vader zijn verkracht, zo vertelde Beatrice later bij de verhoren.

### Moord
Door deze gebeurtenissen besloot Beatrice om wraak te nemen op haar vader. Ze wist de twee opzichters van het fort in te palmen: Marzio Catalano door middel van geld en Olimpio door de liefde. Beatrice kwam eerst met het plan om haar vader te vergiftigen of te laten doden door bandieten. Uiteindelijk wist ze Olimpio te overtuigen om diens schedel in te slaan.
Ze stopte zelf wat opium in de wijn van haar vader en toen Francesco Cenci naar bed was gegaan sloegen Olimpio en Marzio hem dood. Daarna sloopten ze de balustrade van het balkon om zijn dood op een ongeluk te laten lijken. Vervolgens kleedden ze het dode lichaam aan en gooiden het van de heuvel.

### Veroordeling

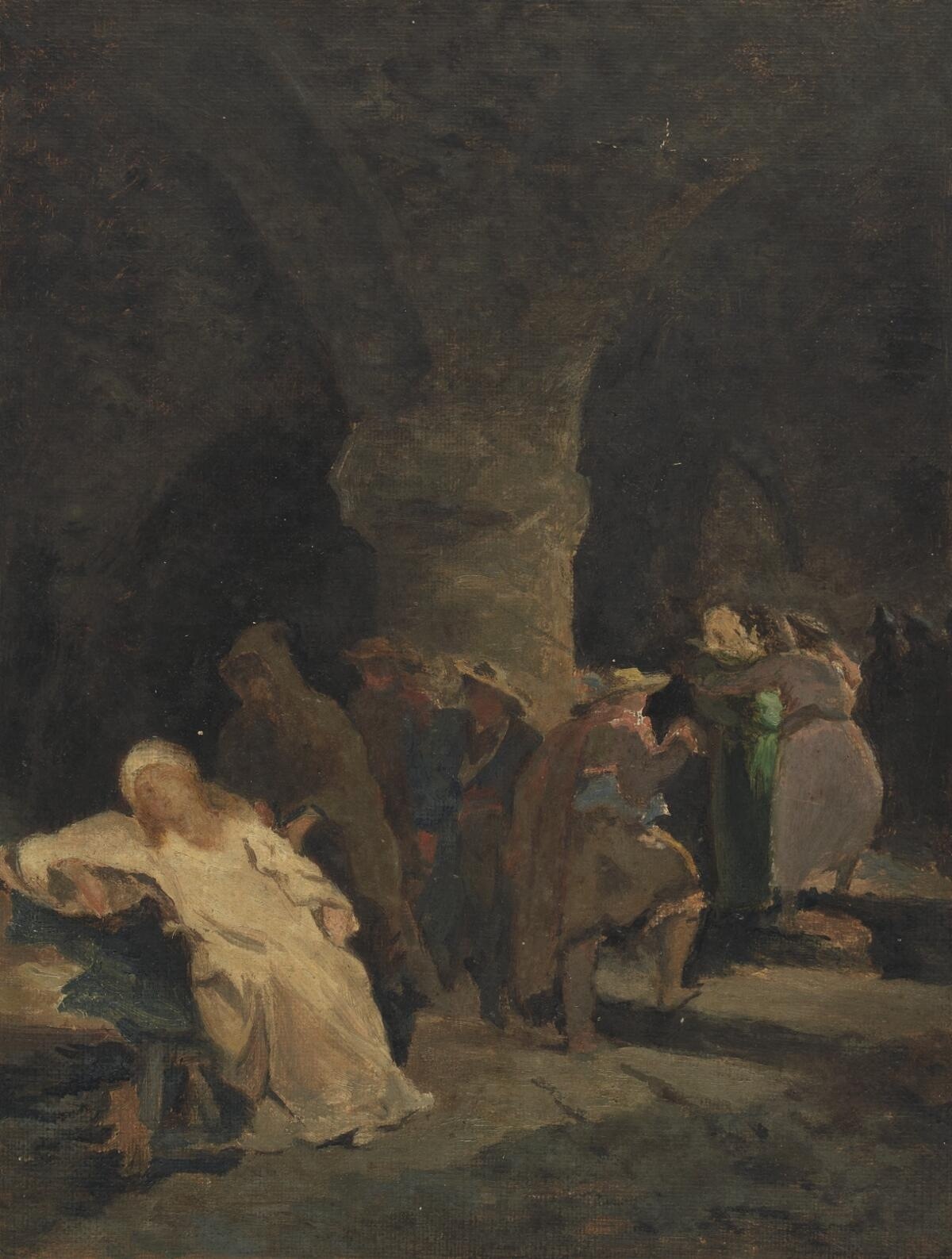
Beatrice Cenci vlak nadat ze op de pijnbank is gelegd, geschilderd door Sarah A. Doidge.

De mysterieuze omstandigheden rond de dood van Francesco Cenci leidde tot geruchten in het dorp en toen haar broers Beatrice kwamen ophalen om haar naar Rome te brengen, kregen ze van de dorpelingen te horen dat Beatrice en Lucrezia iets met de dood van Francesco te maken hadden. Uiteindelijk werd er een onderzoek naar de moord ingesteld en werden Olimpio, Marzio, Beatrice, Lucrezia, Giacomo en Bernardo Cenci als samenzweerders genoemd voor de dood van Francesco Cenci.
Marzio vluchtte, maar hij werd opgepakt en onder marteling bekende hij de moord en beschuldigde hij ook Beatrice van de moord. De drie Cenci's, Beatrice, Giacomo en Lucrezia, ontkenden deze. Uiteindelijk bekende Lucrezia, ook onder marteling, de moord en ook zij wees richting Beatrice, van wie het idee van de moord afkomstig was. Zelf bleef Beatrice ontkennen, maar toen de bewijslast te groot werd, gaf ze toe en bekende ze de moord.
Er werden pogingen ondernomen om paus Clemens VIII te overtuigen om Beatrice en Lucrezia genade te schenken, maar hij gaf hier geen gehoor aan. Lucrezia en Beatrice zouden worden onthoofd en Giacomo zou gevierendeeld worden. Bernardo werd wegens zijn jonge leeftijd, veertien, gespaard. Op 11 september 1599 werd Beatrice naar het schavot gebracht dat bij de Engelenbrug was opgericht. Met een enkele slag scheidde de beul haar hoofd van het lichaam. Na de moord werd het geld van de Cenci's geconfisqueerd door de paus en dit, zo ging het gerucht, was omdat de paus de familie wilde vernietigen.

## Culturele invloed

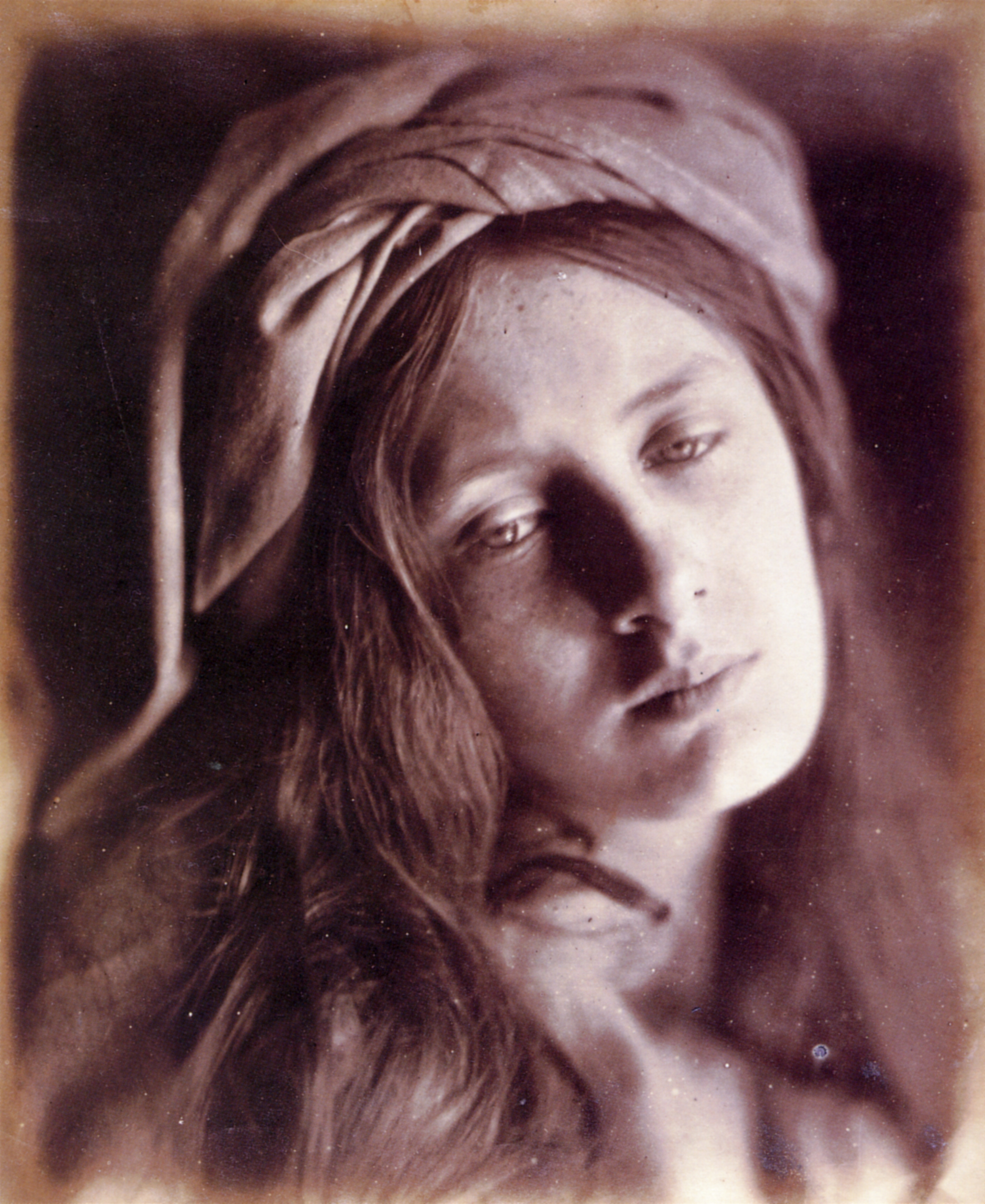
"Beatrice Cenci", een studie voor een fotografische serie gewijd aan Cenci door Julia Margaret Cameron.

De veroordeling van Beatrice Cenci door de paus leverde haar sympathie op van het publiek en ze werd een onderwerp van vele gedichten, toneelstukken en boeken, zoals The Cenci (1819) van Percy Bysshe Shelley en Beatrice Cenci van Alberto Moravia. De Amerikaanse beeldhouwer Harriet Hosmer vervaardigde van Cenci in 1857 een marmeren beeld. Lucio Fulci maakte in 1969 een horrorfilm over het leven van Cenci. Haar rol in deze film werd vertolkt door Adrienne La Russa.